# 吕师周
吕师周（?—?），扬州（今江苏省扬州市）人，三国名将吕蒙后裔。杨吴黑云都指挥使吕珂的儿子。
吕师周年轻时豪健义侠，粗通兵书、纬候。父子事奉吴王杨行密。吕珂死后，吕师周继任为黑云都指挥使。杨渥即位後，吕师周率兵屯聚上高，因为杨渥猜忌，他借打猎时出奔南楚马殷。马殷任命他为马步军都指挥使。率军攻打岭南，对战清海军节度使刘隐，夺取昭州、贺州、梧州、蒙州、龚州、富州，马殷表授吕师周为昭州刺史。之后，辰州蛮夷宋邺攻打湘乡，溆州蛮夷潘金盛攻打武冈。吕师周攀崖攻打飞山洞，攻打潘金盛大营，把他擒送武冈。再打宋邺，宋邺和昌师益率军归降，蛮洞被平，吕师周后来得病而卒。